# Bruttoinlandsprodukt

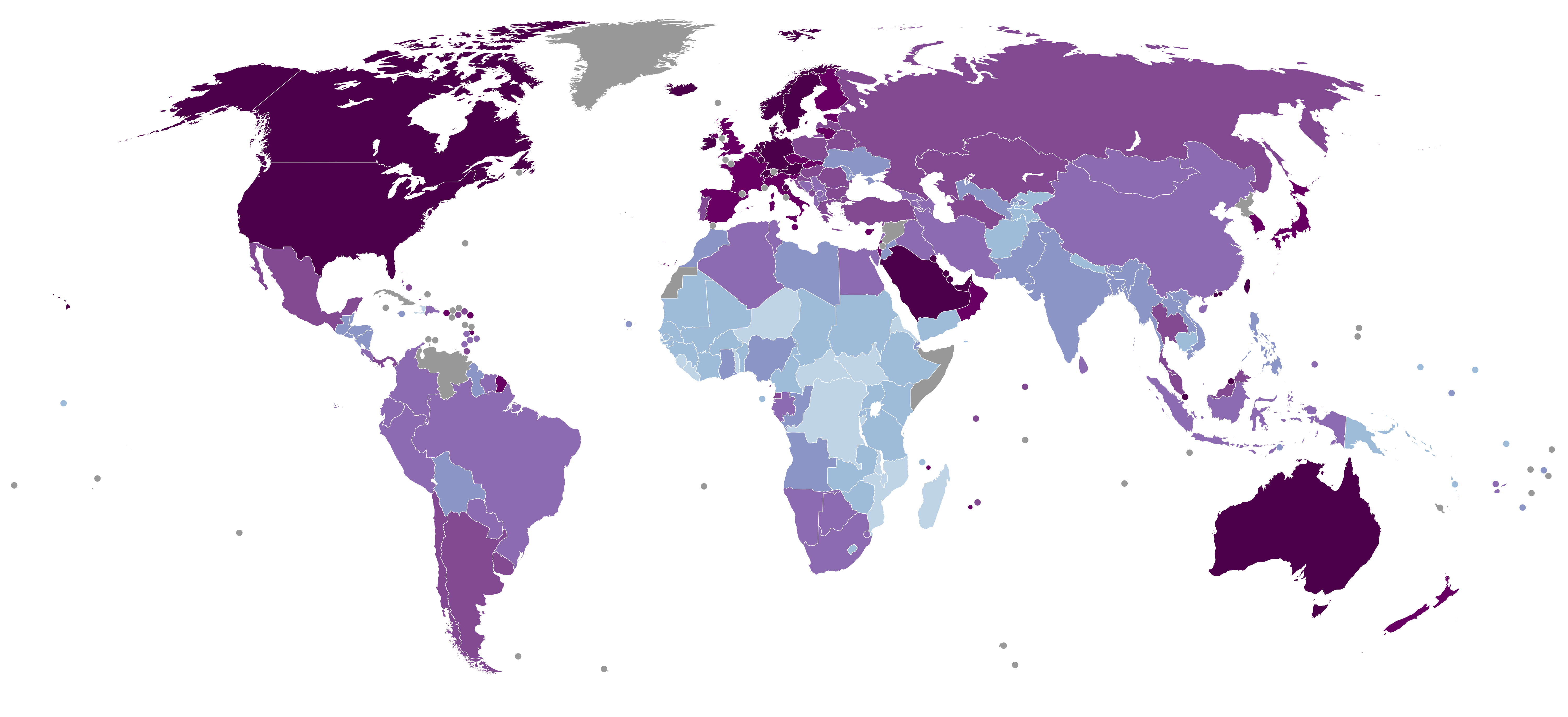
Staaten, klassifiziert nach Höhe des BIP pro Kopf (In US-Dollar) (2019):

BIP (KKP)-Vergleich (IWF 2024, Top 10)

Das Bruttoinlandsprodukt (in der Schweiz auch Bruttoinlandprodukt, kurz: BIP; englisch gross domestic product, GDP) ist eine volkswirtschaftliche Kennzahl, die den Gesamtwert aller Waren und Dienstleistungen angibt, die während einer Rechnungsperiode innerhalb der Landesgrenzen einer Volkswirtschaft als Endprodukte erwirtschaftet wurden, nach Abzug aller Vorleistungen.
Somit werden alle finalen Güter, also Güter auf der Verarbeitungsstufe der Endverwendung, als Wirtschaftsleistung erfasst. Bei der Berechnung werden Güter, die nicht direkt weiterverwendet, sondern auf Lager genommen werden, als Vorratsveränderung berücksichtigt.
Im Unterschied zum Bruttonationaleinkommen, dem früheren Bruttosozialprodukt, werden bei der Berechnung des BIP nur die Leistungen im Inland erfasst; es wird das sogenannte Inlands-Prinzip angewendet; die Landesgrenzen sind ausschlaggebend. Das Bruttonationaleinkommen hingegen richtet sich nach dem Inländer-Prinzip. Es werden hierbei auch die im Ausland erbrachten Leistungen von Inländern berücksichtigt; umgekehrt bleiben Leistungen unberücksichtigt, die Ausländer im Inland erbracht haben. Hierbei sind also die Wohnsitze der Personen ausschlaggebend. Werden vom BIP die Abschreibungen abgezogen, ergibt sich das Nettoinlandsprodukt (NIP).
Das BIP ist ein Maß für die wirtschaftliche Leistung einer Volkswirtschaft in einem bestimmten Zeitraum. Die Veränderungsrate des realen BIP dient als Messgröße für das Wirtschaftswachstum der Volkswirtschaften und ist damit die wichtigste Größe der volkswirtschaftlichen Gesamtrechnung (siehe Liste der Länder nach Bruttoinlandsprodukt).
Das Bruttoinlandsprodukt kann sich sowohl auf Staaten als auch auf andere administrative oder geographische Einheiten beziehen. Teilweise werden dann die Begriffe Bruttoregionalprodukt, Gross Provincial Product, Bruttoweltprodukt und andere verwendet.
Pendant des BIP in sozialistischen Staaten war das Nettomaterialprodukt.

## Geschichte
Die ersten Grundsteine des BIP finden sich im 17. Jahrhundert beim britischen Ökonomen William Petty. Er versuchte, durch Datenerhebungen und empirische Forschungen Zusammenhänge zwischen wirtschaftlichen Entwicklungen und dem Wohlstand und der Zufriedenheit der Bürger zu finden, damit die Regierung ihre Politik mit dieser Hilfe entsprechend verbessern und Steuereinnahmen erhöhen könne. Die Überlegungen Pettys entstanden als Reaktion auf eine Krise, die aus Bürgerkriegen in England, vielen Konflikten in Schottland und Irland und dem Krieg Großbritanniens mit Frankreich bestand. Zu dieser Zeit schien das Ermitteln von Informationen über den aktuellen Zustand der Wirtschaft als Grundlage für politische Maßnahmen hin zur Verbesserung der Situation besonders sinnvoll. Pettys erste volkswirtschaftliche Gesamtrechnung wirkte zuerst trivial und nicht besonders, seine Methode, welche er „politische Arithmetik“ nannte, war jedoch zu dieser Zeit vollkommen neu.
Pettys Ziel war es letztendlich, zu zeigen, dass eine Änderung des Steuersystems zu höherem Staatseinkommen führen könne. Er entdeckte damit die wirtschaftliche Kraft der arbeitenden Bevölkerung und betonte die Möglichkeit, durch politische Maßnahmen hin zu mehr Wohlstand Macht zu erlangen. Um geeignete Maßnahmen ergreifen zu können, sei die Erfassung empirischer Daten erforderlich. Die Kenntnis über die wirtschaftliche und soziale Situation des Landes und der internationale Vergleich würden somit die Grundlage für politisches Handeln bilden.
Pettys Schriften blieben bis zu seinem Tod jedoch unveröffentlicht. In den 200 Jahren nach seinem Tod wurde kein weiterer Versuch unternommen, mit seiner Methode das Volkseinkommen zu berechnen.
In seinem 1776 erschienenen Werk Der Wohlstand der Nationen formulierte Adam Smith zwar eine allgemeine Theorie wirtschaftlichen Fortschritts, erwähnte William Petty jedoch nicht. Seine Schrift enthielt die Idee eines Jahresprodukts als Ertrag aus den Produktionsfaktoren Boden und Arbeit, basierend auf Arbeitsteilung als Schlüssel zu höherer Produktion. Smith sah den Fortschritt der Wirtschaft jedoch als natürlichen Verlauf und keine Notwendigkeit für staatliche Eingriffe, weshalb er auch keine Versuche der Berechnung des Wohlstandes unternahm.
Thomas Robert Malthus hingegen unternahm in seinen 1836 erschienenen Principles of Political Economy methodische Überlegungen zur Berechnung des Volkseinkommens, führte diese aber ebenfalls nicht durch. Alfred Marshall spezifizierte mit seiner Idee des Volkseinkommens in Principles of Economics die Berücksichtigung immaterieller Güter und Dienstleistungen, sofern sie einen Marktpreis haben. Er bezeichnete die Ökonomie als Wissenschaft zum Wohlstand, welcher durch die Befriedigung menschlicher Bedürfnisse mit Gütern zu erreichen sei. Daraus folge die Erhöhung der Gütermenge als sozialpolitische Notwendigkeit, insbesondere zur Armutsbekämpfung nach der Industrialisierung.
Diese Thematik wurde 1920 durch Marshalls Nachfolger Arthur Cecil Pigou vertieft. Er nannte den in Geld messbaren Teil der Wohlfahrt als Teilbereich der allgemeinen Wohlfahrt Economic Welfare. Pigou nahm an, dass die Steigerung der wirtschaftlichen Wohlfahrt gleichzeitig positive Auswirkungen auf die Gesamtwohlfahrt eines Landes habe. Eine Erhöhung des Volkseinkommens bedeute somit einen Anstieg der Gesamtwohlfahrt.
Die Idee des Volkseinkommens war somit seit Petty präsent und wurde methodisch verfeinert. Bis in das 20. Jahrhundert glaubte jedoch niemand an die politische Bedeutung einer statistischen Datenerhebung im Sinne Pettys.
Ein weiterer wichtiger Vordenker des heutigen BIP ist der Ökonom Colin Clark. Er unternahm als erster nach Petty Berechnungen des Volkseinkommens und schuf Grundlagen und Elemente der BIP-Erfassung, die noch heute relevant sind. Außerdem entwickelte er das Konzept des Wachstums, gemessen an der Wachstumsrate des Volkseinkommens. Clark sah das Volkseinkommen wie Petty als eine politisch relevante Größe für internationale Vergleiche. Trotz zahlreicher Publikationen sah die britische Regierung jedoch lange keine Notwendigkeit, das Volkseinkommen berechnen zu lassen.
Erst in der 1. Hälfte des 20. Jahrhunderts nahm die Diskussion um eine systematisiertere Erfassung von Wirtschaftsdaten zur Wohlstandsmessung, vor allem in den USA und England, parallel zum wachsenden Forschungsgebiet der Volkswirtschaftslehre, an Bedeutung zu. Da mit dem Zweiten Weltkrieg zunehmend die Notwendigkeit der kontinuierlichen statistischen Erfassung aktueller Daten über den Zustand der Wirtschaft aufkam, kann dieser als Geburtsstunde der Volkswirtschaftlichen Gesamtrechnung bezeichnet werden. Die erfassten Daten dienten hauptsächlich als Kalkulationsbasis der für Kriegsausgaben verfügbaren Mittel.
Im Jahr 1940 empfahl John Maynard Keynes in How to pay for the war nicht nur Konsum und Investitionen, sondern auch Staatsausgaben mit ins Volkseinkommen einzurechnen, was auch noch der heutigen Definition des BIPs entspricht.
Keynes entwickelte Clarks Methode zur Berechnung des Volkseinkommens in Zusammenarbeit mit den Mitgliedern des britischen Finanzministeriums James Meade und Richard Stone weiter, welche sich schließlich durchsetzen konnte. Wenig später entwickelten Meade und Stone auf der Grundlage Clarks und genauerer Definition Keynes ein Kontensystem zur Volkswirtschaftlichen Gesamtrechnung.
Gleichzeitig wurde in den USA eine Methode entwickelt, wo der Staat selbst früh die Nützlichkeit der Volkseinkommensberechnungen erkannte. Der amerikanische Ökonom Simon Smith Kuznets, der sich hauptsächlich mit Determinanten des Wachstums beschäftigte und 1971 einen Wirtschaftsnobelpreis für seine Forschungen zu Wirtschaftswachstum und Ungleichheit bekam, wurde zur Zeit der Great Depression 1931 mit der Berechnung der Volkseinkommen der Jahre 1929–1931 beauftragt. In diesem Zusammenhang handelte es sich um die erstmalige Einforderung der Daten durch eine Regierung.
Nachdem er die Berechnungen durchgeführt hatte, wies Kuznets den amerikanischen Kongress auf die begrenzte Möglichkeit der Wohlstandsmessung durch diesen Indikator hin.
Er betonte, dass die Erfassung des Volkseinkommens von dem gesellschaftlichen Konsens darüber, was unter wirtschaftlicher Aktivität verstanden wird, abhänge und sah neben seinen Potentialen die Gefahr der Überschätzung des Indikators.
Von diesem Zeitpunkt an nahm das Handelsministerium der Vereinigten Staaten regelmäßig die Berechnungen vor. 1936 bezog sich schließlich auch Präsident Franklin D. Roosevelt in seinem Wahlkampf auf die Steigerung des Volkseinkommens.

## Datenerhebung und Berechnung

### Datenerhebung und -verwendung
Das Bruttoinlandsprodukt eines Staates wird zum Beispiel vom Internationalen Währungsfonds verwendet, um die Staatsschuldenquote zu berechnen.
Berechnet wird das BIP in Deutschland vom Statistischen Bundesamt. Es legt jährlich zweimal Berechnungen für das BIP des Vorjahres vor, im Frühjahr und im Herbst. Im Herbst werden nicht nur die Zahlen für das Vorjahr, sondern auch die für die früheren Jahre einer Prüfung unterzogen und in der Regel etwas revidiert. Außerdem legt das Statistische Bundesamt vierteljährlich Zahlen zum BIP des laufenden Jahres vor, die jedoch nur auf Schätzungen beruhen.

### Nominales und reales BIP
Das nominale BIP gibt die Summe der inländischen Wertschöpfung beziehungsweise der Wertschöpfung von Regionen in aktuellen Marktpreisen an. Dadurch ist das BIP abhängig von Veränderungen des Preisindex der betrachteten Volkswirtschaft. Das nominale BIP steigt bei Inflation und daraus folgenden steigenden Marktpreisen. Umgekehrt sinkt das nominale BIP bei Deflation und daraus folgenden sinkenden Marktpreisen. So führt eine Inflationsrate von zum Beispiel fünf Prozent bei gleich bleibender Güterproduktion zu einem nominalen BIP-Anstieg von ebenfalls fünf Prozent.
Um das BIP unabhängig von Veränderungen der Preise betrachten zu können, verwendet man das reale BIP, in dem alle Waren und Dienstleistungen zu den Preisen eines Basisjahres bewertet werden (BIP zu konstanten Preisen). In Deutschland verwendet das Statistische Bundesamt seit 2005 Kettenindizes.
Wenn man die Preissteigerung seit dem Basisjahr kennt, lässt sich das reale BIP mittels folgender Formel aus dem nominalen BIP errechnen:
{\displaystyle \mathrm {BIP} _{\text{real}}={\frac {\mathrm {BIP} _{\text{nominal}}}{\text{Preisindex}}}}

### BIP-Deflator
Der BIP-Deflator ist der Quotient aus nominalem und realem BIP eines Jahres. Er wird als impliziter Preisindex des BIP bezeichnet und misst die Preisentwicklung der produzierten Endgüter.
{\displaystyle \mathrm {BIP} _{\text{Deflator}}={\frac {\mathrm {BIP} _{\text{nominal}}}{\mathrm {BIP} _{\text{real}}}}}

### BIP und NIP
Werden vom BIP die Abschreibungen abgezogen, ergibt sich das Nettoinlandsprodukt. Diese Abschreibungen beziehen sich jedoch nur auf die Wertminderung des Anlagevermögens / der Bruttoanlageinvestitionen durch Verschleiß und Alterung – also nur die Abschreibungen, welche für zukünftige Ersatzinvestitionen vorgenommen werden.
```
  Bruttoinlandsprodukt
  − 
Abschreibungen

  = 
Nettoinlandsprodukt
```

Abschreibungen sind die aggregierte Summe aller in den Gewinn- und Verlustrechnungen von Unternehmen vorgenommenen Abschreibungen auf das Sachanlage- und immaterielle Vermögen innerhalb einer Rechnungsperiode.

## Arten der Berechnung

### Methoden
Das Bruttoinlandsprodukt lässt sich auf drei verschiedene Arten ermitteln. Alle Berechnungsmethoden führen zum gleichen Ergebnis. Dies wird im Folgenden am Beispiel Deutschlands im Jahre 2007 verdeutlicht (das BIP betrug damals 2.423,8 Mrd. Euro.)
Die Methoden zur Erhebung der Daten und zur Berechnung des BIP werden in unregelmäßigen Abständen revidiert. So werden seit der letzten Revision der volkswirtschaftlichen Gesamtrechnung vom 28. April 2005 beispielsweise die bis dahin nicht erfassten indirekten Entgelte der Banken aus dem Kredit- und Einlagengeschäft berücksichtigt. Um den historischen Vergleich zu gewährleisten, werden die Daten für die vergangenen Jahre entsprechend angepasst.
Am 20. August 2009 veröffentlichte die Europäische Kommission unter dem Titel Das BIP und mehr – Die Messung des Fortschritts in einer Welt im Wandel eine Mitteilung an das Europäische Parlament. Darin wird die Entwicklung von neuen Messgrößen empfohlen.

### Entstehungsrechnung

Entstehung des BIP 2007

Hier wird die wirtschaftliche Leistungsfähigkeit von der Produktionsseite dargestellt. Die zentrale Größe bildet dabei die Bruttowertschöpfung. Sie ermittelt sich aus der Summe sämtlicher Produktionen abzüglich Vorleistungen. Die Tabelle zeigt die Bruttowertschöpfung nach Sektoren für Deutschland im Jahr 2007.
| Produktionswert                            | 4.454,57 Mrd. €   |
| − Vorleistungen                            | − 2.282,39 Mrd. € |
|                                            |                   |
| = Bruttowertschöpfung                      | 2.172,18 Mrd. €   |
| + Gütersteuern abzüglich Gütersubventionen | 251,62 Mrd. €     |
|                                            |                   |
| = Bruttoinlandsprodukt                     | 2.423,80 Mrd. €   |

### Verwendungsrechnung

Verwendung des BIP 2007

Bei der Verwendungsrechnung erfolgt die Berechnung anhand der Nachfrageseite. Dabei wird die Verwendung für Waren und Dienstleistungen bestimmt. Die folgende Tabelle zeigt links die Komponenten der Verwendungsrechnung, die Werte auf der rechten Seite entsprechen deren Größe im nationalen BIP Deutschlands 2007.
| Private Konsumausgaben       | Private Konsumausgaben       |                 | 1.374,40 Mrd. € |
| + Konsumausgaben des Staates | + Konsumausgaben des Staates |                 | 436,10 Mrd. €   |
| + Bruttoinvestitionen        | + Bruttoinvestitionen        |                 | 442,50 Mrd. €   |
|                              | + Exporte                    | 1.133,00 Mrd. € |                 |
|                              | − Importe                    | − 962,20 Mrd. € |                 |
| +                            | = Außenbeitrag               | 170,80 Mrd. €   | 170,80 Mrd. €   |
|                              |                              |                 |                 |
| = Bruttoinlandsprodukt       | = Bruttoinlandsprodukt       |                 | 2.423,80 Mrd. € |

### Verteilungsrechnung

Verteilung des Volkseinkommens 2007

Hier wird das BIP anhand des entstandenen Einkommens gemessen. Die Aufteilung erfolgt anhand des Volkseinkommens. Diese Tabelle zeigt auf der linken Seite die Komponenten der Verteilungsrechnung und rechts die dazugehörigen Daten aus dem Jahr 2007.
| Arbeitnehmerentgelt                                                  | 1.181,0 Mrd. €  |
| + Unternehmens- und Vermögenseinkommen                               | 643,2 Mrd. €    |
|                                                                      |                 |
| = Volkseinkommen                                                     | 1.824,2 Mrd. €  |
| + Produktions- und Importabgaben an den Staat abzüglich Subventionen | 277,0 Mrd. €    |
| + Abschreibungen                                                     | 345,2 Mrd. €    |
|                                                                      |                 |
| = Bruttonationaleinkommen                                            | 2.446,4 Mrd. €  |
| − Saldo der Primäreinkommen aus der übrigen Welt                     | − 22,6 Mrd. €   |
|                                                                      |                 |
| = Bruttoinlandsprodukt                                               | 2.423,80 Mrd. € |

Das Statistische Bundesamt weist darauf hin, dass in Deutschland keine eigenständige Berechnung des BIP über die Verteilungsseite vorgenommen wird, weil keine ausreichenden Angaben über die Unternehmensgewinne vorliegen.

## BIP als Indikator

### Bruttoweltprodukt und Wirtschaftskraft
Das Bruttoweltprodukt (BWP), auch Welt-Bruttoinlandsprodukt genannt, ist die Aggregation sämtlicher Bruttoinlandsprodukte aller Staaten der Erde. Das BWP ermöglicht einen Ländervergleich oder einen Vergleich zwischen Regionen und Kontinenten.
| Region                    | BIP 2014 in Mrd. US$ | % vom BWP 2014 | BIP 2022 in Mrd. US$ | % vom BWP 2022 |
| ------------------------- | -------------------- | -------------- | -------------------- | -------------- |
| Afrika                    | 2.427                | 3,1 %          | 2.815                | 2,8 %          |
| Asien                     | 22.034               | 28,4 %         | 35.776               | 35,3 %         |
| Australien und Ozeanien   | 1.719                | 2,2 %          | 1.795                | 1,8 %          |
| Europa                    | 19.737               | 25,5 %         | 21.414               | 21,1 %         |
| Mittelamerika und Karibik | 1.710                | 2,2 %          | 1.414                | 1,4 %          |
| Naher Osten               | 3.518                | 4,5 %          | 4.055                | 4,0 %          |
| Nordamerika               | 19.322               | 24,9 %         | 25.589               | 25,3 %         |
| Russland und Zentralasien | 2.617                | 3,4 %          | 2.531                | 2,5 %          |
| Südamerika                | 4.368                | 5,6 %          | 5.862                | 5,8 %          |
| Bruttoweltprodukt (BWP)   | 77.451 Mrd.          | 100,0 %        | 101.251              | 100,0 %        |

Im Jahre 2022 lag der weltweite Schwerpunkt der am BIP gemessenen Wirtschaftskraft mit einem Anteil von 35,3 % in Asien, gefolgt von Nordamerika (25,3 %), das damit Europa (21,1 %) überholt hat. Afrika, Australien, Mittelamerika und Naher Osten stagnierten, weil deren Wirtschaftswachstum mit der Steigerung des BWP um rund 30 % (2014–2022) nicht mithalten konnte. In Asien entfällt der größte Anteil des BIP mit 51,6 % auf  Volksrepublik China, gefolgt von  Japan (11,7 %) und  Indien (9,7 %). In Nordamerika dominieren die  Vereinigten Staaten mit 92,2 %, in Südamerika entfallen 31,9 % des BIP auf  Brasilien, gefolgt von  Mexiko (24,1 %). In Europa führt weiterhin  Deutschland mit 19,0 % des europäischen BIP, gefolgt von  Vereinigtes Königreich (14,3 %) und  Frankreich (13,0 %). In Afrika hat  Nigeria (16,5 %)  Südafrika (14,4 %) überholt.

### Wirtschaftswachstum

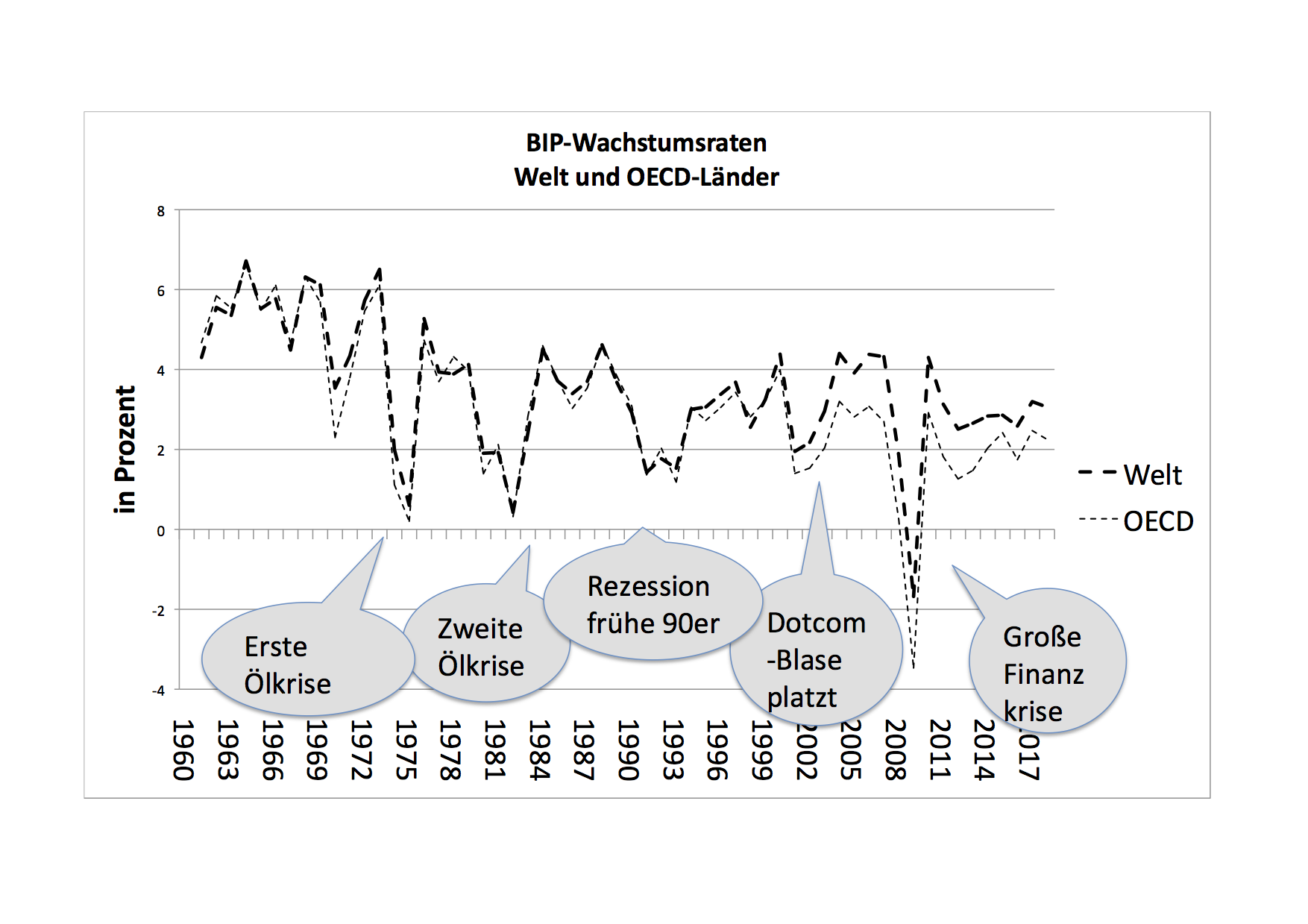
Reales BIP-Wachstum der Welt und der OECD-Staaten.

Das Wirtschaftswachstum, gemessen als Wachstumsrate des Bruttoinlandsproduktes, wird gemeinhin von Politikern als Erfolgskriterium benutzt. Alle Sozialproduktvergleiche sind Vergleiche zweier unter Befolgung bestimmter Regeln in Geld veranschlagter Güterkombinationen, also zweier Geldsummen, durch die man manchen Aufschluss erhalten kann, wenn man ihre Berechnungsmethode kennt. Sie geben keinen Einblick in „Nutzen“ oder „Befriedigung“.

### Vom BIP zum verfügbaren Einkommen

Überblick der VGR 2007

Vergleich des Pro-Kopf-BIP in der EU nach Ländern. (1) Diese Statistik ist jedoch wie die meisten Statistiken bezüglich Luxemburg um den Faktor 2 respektive ½ verfälscht. In Luxemburg sind etwa die Hälfte aller Beschäftigten Grenzgänger, also Nicht-Einwohner. Das BIP von Luxemburg wird jedoch nur durch die Zahl der Einwohner geteilt.

Regionen mit dem höchsten Pro-Kopf-BIP in der EU-25

Regionen mit dem niedrigsten Pro-Kopf-BIP in der EU-25

Das BIP gibt Aufschluss über die Entwicklung der Produktion. Wichtig ist außerdem die Frage nach den Konsummöglichkeiten einer Volkswirtschaft. Dazu sind Informationen über das verfügbare Einkommen erforderlich. Das Problem eines geeigneten Maßes für den Lebensstandard löst das Nettonationaleinkommen am treffendsten.

### BIP pro Kopf und Wohlstand
Das Bruttoinlandsprodukt pro Kopf bzw. BIP pro Einwohner ermöglicht einen Vergleich verschiedener, unterschiedlich großer Wirtschaftsräume miteinander und wird als Maß für den materiellen Wohlstand in einem Land oder einer Region angesehen. Es wird wie folgt berechnet:
{\displaystyle {\text{BIP pro Kopf}}={\frac {\mathrm {BIP} }{\text{Anzahl der Einwohner}}}}.

### BIP pro Kopf
Beim Bruttoinlandsprodukt pro Kopf zeigt ein Vergleich zwischen 2017 und 2023, dass sich erhebliche Schwankungen ergeben können, die auch mit Kursschwankungen der jeweiligen Inlandswährung mit der statistischen Währung US-Dollar (Kaufkraftparität) zusammenhängt.
| Staat              | BIP pro Kopf in US-Dollar 2017 | BIP pro Kopf in US-Dollar 2023 |
| ------------------ | ------------------------------ | ------------------------------ |
| Deutschland        | 50.425                         | 52.727                         |
| Frankreich         | 43.760                         | 40.800                         |
| Irland             | 70.151                         | 104.272                        |
| Kanada             | 45.129                         | 53.548                         |
| Luxemburg          | 106.374                        | 129.810                        |
| Katar              | 124.529                        | 78.696                         |
| Norwegen           | 76.132                         | 87.739                         |
| Österreich         | 49.869                         | 57.081                         |
| Schweiz            | 61.422                         | 100.413                        |
| Singapur           | 93.906                         | 84.734                         |
| Vereinigte Staaten | 59.501                         | 81.632                         |

Dass Kleinstaaten oder Stadtstaaten zu den die Rangliste führenden Staaten gehören, ist auf einen statistischen Effekt zurückzuführen. Deshalb wird die Rangliste 2023 von Luxemburg angeführt, gefolgt von Irland und der Schweiz. 2017 führte noch Katar – ebenfalls ein Kleinstaat.

## Weitere Kennzahlen
Das Bruttoinlandsprodukt wird unter anderem für weitere volkswirtschaftliche Kennzahlen verwendet:
- Exportquote {\displaystyle E_{q}} als Anteil der Exporte {\displaystyle Ex} am {\displaystyle BIP}:

{\displaystyle E_{q}={\frac {Ex}{BIP}}}.
- Importquote {\displaystyle I_{q}} als Anteil der Importe {\displaystyle Im} am {\displaystyle BIP}:

{\displaystyle I_{q}={\frac {Im}{BIP}}}.
- Staatsquote {\displaystyle G_{q}} als Anteil der Staatsausgaben {\displaystyle GS} am {\displaystyle BIP}

{\displaystyle G_{q}={\frac {GS}{BIP}}}.
- Staatsschuldenquote {\displaystyle GD_{q}} als Anteil der Staatsschulden {\displaystyle GD} am {\displaystyle BIP}:

{\displaystyle GD_{q}={\frac {GD}{BIP}}}.
Diese Kennzahlen sind wesentlicher Bestandteil des von Ratingagenturen erstellten Länderratings.

## Grenzen der Aussagekraft
Die Aussagekraft des BIP bezüglich der Wirtschaftsleistung der Menschen in einer Volkswirtschaft ist begrenzt, da folgende Faktoren nicht oder nur teilweise mit berechnet werden:
- Informelle Wirtschaft,
- Schwarzarbeit und die gesamte Schattenwirtschaft,
- Subsistenzwirtschaft,
- Care-Arbeit, wie Haus- und Familienarbeit, häusliche Pflege, Kinderbetreuung,
- weitere unbezahlte Tätigkeiten wie Heimwerken, Ehrenämter oder Hobbys.

Unter bestimmten Bedingungen werden die Ergebnisse für einzelne Staaten verzerrt. In Irland haben zahlreiche internationale Unternehmen ihren rechtlichen Sitz, um mittels des „Double Irish With a Dutch Sandwich“-Modells ihre in anderen europäischen Ländern erzielten Gewinne niedriger versteuern zu können. Das irische BIP wird durch die Mitberücksichtigung dieser tatsächlich nicht im Land erzielten Wirtschaftsleistung aufgebläht. In Luxemburg sind 43,2 % aller Lohnabhängigen Grenzgänger, so dass der Wert des Pro-Kopf-BIP im Vergleich etwa doppelt so hoch erscheint.
Die vom früheren französischen Staatspräsidenten Nicolas Sarkozy einberufene Commission on the Measurement of Economic Performance and Social Progress (Stiglitz-Sen-Fitoussi-Kommission), der 25 renommierte Wirtschafts- und Sozialwissenschaftler angehörten, sollte eine alternative Berechnung erstellen. In ihrem Bericht wies die Kommission auf Mängel der Standardmetriken wie dem BIP hin, deren Kenntnis eine weniger „euphorische“ Beurteilung der wirtschaftlichen Lage im Vorfeld der Weltfinanzkrise 2007–2008 zur Folge gehabt hätte. Sie empfahl, nicht ausschließlich auf das Wirtschaftswachstum zu schauen, sondern das gegenwärtige „Wohlergehen“ eines Landes zu ermitteln. Neben dem BIP müssten zum Beispiel auch das gemittelte Haushaltseinkommen, Familienarbeit, Freizeit, Gesundheit und der Zustand der Umwelt mit einbezogen werden.

### Forschung und Entwicklung zur Beziehung zwischen BIP und Realität

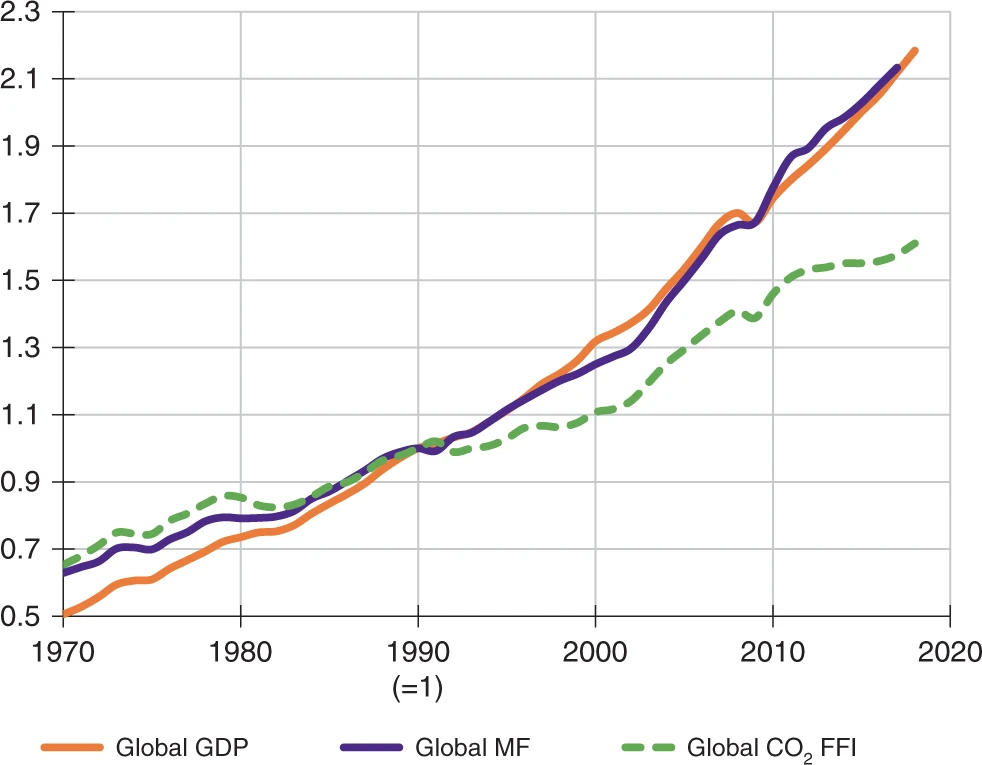
Die Beziehung zwischen dem globalen materiellen Fußabdruck (Global MF), dem globalen Anstieg der CO_{2} Emissionen und dem globalen BIP (Global GDP).

BIP-Maßzahlen können auch als Zahlen, welche künstliche geschaffene Konstrukte darstellen, betrachtet werden. Im Juni 2020 warnten Wissenschaftler, als Teil der Serie Warnung der Wissenschaftler an die Menschheit, dass der weltweite Wachstum an Wohlstand, gemessen am BIP, den Ressourcenverbrauch und Schadstoffausstoß drastisch erhöht haben und dabei die wohlhabendsten Weltbürger – hinsichtlich z. B. ressourcenintensivem Verbrauch – sowohl für den Großteil der schädlichen Auswirkungen auf die Umwelt, als auch für einen Übergang zu sichereren, nachhaltigeren Bedingungen verantwortlich sind. Dafür fassen sie Belege zusammen und stellen einige Lösungsansätze vor. Laut der Studie müssen tiefgreifende Änderungen von Lebensstilen und Verhaltensmustern technologische Fortschritte begleiten. Bestehende Gesellschaften, Ökonomien und Kulturen reizen einen Überkonsum an und Strukturen, die in Markt-basierten Wirtschaftssystemen für, am BIP-gemessenes, Wirtschaftswachstum optimieren, verhindern gesellschaftlichen Wandel.
Sarah Arnold der New Economics Foundation erklärt, dass das BIP auch Aktivitäten, welche schädlich für die Wirtschaft und Gesellschaft sind, umfasst – etwa Entwaldung, Tagebau und Überfischung. Die Zahl der jährlich im Netto verlorenen Bäume liegt bei ca. 10 Milliarden.
- Die global jährlich entwaldete Fläche in der 2015–2020 Demidekade liegt bei etwa 10 Millionen Hektar und bei 4,7 Millionen Hektar für 2000–2010.[32] Laut einer Studie, kann – je nach Vermögensverteilung – ein höheres BIP-Wachstum mit mehr Entwaldung assoziiert sein.[33] 2019 machte der agrarwirtschaftliche Anteil Brasiliens Wirtschaft 24 % des BIP des Landes aus, wobei ein großer Teil davon mit einem großen Anteil des jährlichen Nettoverlusts an tropischen Wäldern verbunden ist.[34]
- Die Zahl übergewichtiger Erwachsener lag 2015 weltweit bei etwa 600 Millionen (12 %).[35] Große Verbesserungen in der Gesundheit führen allerdings nur zu einer mäßigen und langfristigen Erhöhung des BIP pro Kopf.[36]

#### Bedeutung für den Klimaschutz
Nachdem das Center for Partnership Studies eine ähnliche abstrakte Metrik zu BIP entwickelt hat, erklärt sie, dass das BIP „und andere Metriken, welche diesen widerspiegeln und aufrechterhalten“ nicht die Produktion und Bereitstellung von für die Gesellschaft nützliche – oder vergleichsweise nützlicherere – Gütern und Dienstleistungen fördern. Stattdessen ermutigen und begünstigen diese destruktiven Aktivitäten anstatt sie zu strukturell verhindern. Steve Cohen des Earth Institutes erläutert, dass verschiedene Aktivitäten (oder Lebensstile) nicht gleich sind und nicht die gleichen Auswirkungen auf Umwelt und Nachhaltigkeit haben. Johan Rockström, des Potsdam-Institut für Klimafolgenforschung, kommentiert, dass es schwierig sei, eine Kompatibilität des gegenwärtigen B.I.P.-basierten Wirtschaftsmodells mit dem rapiden Absenken von Treibhausgasemissionen, zu welchem sich Nationen zwecks der Milderung der realen Auswirkungen des Klimawandels unter dem Pariser Klimaabkommen erklärt haben, zu sehen. Eine systematische Übersichtsarbeit von gut 450 wissenschaftlichen Veröffentlichungen kam 2020 zu dem Schluss, dass Decoupling von BIP und Ressourcenverbrauch und CO2e-Emissionen nur in Teilen möglich ist. Die Verwendung des BIP als Wohlstandsindikator ist damit mittelfristig ungenügend, da gegenläufige Anreize gesetzt werden.

#### Abbildung nicht-monetärer und externalisierter Wirtschaftsfaktoren
Des Weiteren kritisieren andere, dass sich die BIP-Metrik nicht an soziotechnologische Veränderungen angepasst habe, um ein akkurates Bild der Wirtschaft zu liefern. Beispielsweise bildet es nicht den Wert der Produktion kostenfreier Informationen und Entertainment im Internet ab. Unbezahlte Arbeit etwa zur Entwicklung von Open-Source-Software, welche vermarktete Software ersetzen kann und eindeutig wirtschaftlichen Wert habe, werde nicht erfasst. Zudem misst das BIP dem Umweltschutz keinen Wert zu und könne nicht nach dem Kriterium Umweltschutz differenzieren. Das BIP ärmerer Regionen wächst beispielsweise schneller, nachdem es nach einem Anschluss an Chinas Schnellstraßensystem mehr umweltverschmutzende Produktionsstätten anzieht. BIP ist kein Werkzeug oder Konstrukt, das fähig ist zu erkennen wie viel Naturkapital ein Wirtschaftsakteur aufbaut, schützt oder schädigt.

### Alternativen
Das BIP allein und für sich erlaubt nur begrenzt Aussagen über Wohlstand, Lebensqualität oder Gerechtigkeit für und zwischen den Menschen einer Volkswirtschaft. Auch der langfristige Zustand der sozialstaatlichen Sicherungssysteme (Gesetzliche Rentenversicherung, Krankenversicherung, Pflegeversicherung) und weitere Faktoren wie z. B. sozialer Frieden, Luftqualität, Erholungsgebiete und der Zustand der natürlichen Ressourcen werden vom BIP nicht erfasst. Daher können alternativ oder zusätzlich zur Einbeziehung dieser Ziele in der Wirtschaftspolitik folgende volkswirtschaftliche Indizes verwendet werden:
Fragile States Index
Seit 2005 veröffentlicht die private Denkfabrik Fund for Peace in Zusammenarbeit mit der Zeitschrift Foreign Policy jährlich den sogenannten Fragile States Index (bis 2014 Failed States Index), in dem Staaten auf ihr Risiko von Staatszerfall hin untersucht werden. Es werden dabei zwölf verschiedene Faktoren zu dem Index zusammengefasst.
Genuine Progress Indicator (GPI)
Der Genuine Progress Indicator ist ein Maß für die wirtschaftliche Leistung einer Volkswirtschaft, das die Nachhaltigkeit von Wachstum abbilden soll. Eine wirtschaftliche Aktivität unter Inkaufnahme von gravierenden Umweltschäden, deren Behebung zukünftige Generationen deutlich mehr kosten wird, als die heutige Bevölkerung von der Aktivität profitiert, wird im BIP als positiv verbucht, im GPI negativ
Social Progress Index
Der Social Progress Index misst, inwiefern ein Staat die wirtschaftlichen, sozialen und ökologischen Bedürfnisse seiner Bürger befriedigen kann. Der Index setzt sich aus einer Reihe von Indikatoren zu Gesundheit, Bildung, Ökologie, Nachhaltigkeit, Sicherheit und persönliche Freiheit zusammen, ignoriert allerdings das Bruttoinlandsprodukt.
World Happiness Report
Der World Happiness Report ist ein jährlich vom Sustainable Development Solutions Network der Vereinten Nationen veröffentlichter Bericht. Der Bericht enthält Ranglisten zur Lebenszufriedenheit in verschiedenen Ländern der Welt und Datenanalysen aus verschiedenen Perspektiven.
Gini-Index
Der Gini-Index ist ein Maß dafür, wie gleich oder ungleich die Einkommens- und Vermögensverteilung in einem Land ist.
Good Country Index (GCI)
Der Good Country Index misst wie sehr ein Land in den globalen Wohlstand und die Friedenserhaltung investiert. Er ist indirekt ein Indikator für die langfristige Entwicklung eines Landes, da sich Länder mit einem hohen GCI auch bessere Handelsbeziehungen sichern können.
Happy Planet Index (HPI)
Der Happy Planet Index ist ein Maß für die ökologische Effizienz der Erzeugung von Zufriedenheit unter Einbeziehung von Lebenszufriedenheit, Lebenserwartung und ökologischem Fußabdruck
Index der menschlichen Entwicklung (HDI)
Der Index der menschlichen Entwicklung (englisch Human Development Index) wird aus dem BNE pro Kopf gemessen in Kaufkraftparität unter Einbeziehung von Lebenserwartung und Bildungsgrad gebildet.
Inclusive Wealth Index (IWI)
Der Inclusive Wealth Index (in etwa: inklusiver Wohlstandsindex) wurde erstmals 2012 durch das Umweltprogramm der Vereinten Nationen (UNEP) und die United Nations University (UNU) erfasst, um natürliche und gefertigte Ressourcen, sowie Human- und soziales Kapital der Staaten zu erfassen. Der Index ist als Ablösung von BIP und HDI vorgesehen.
Human Sustainable Development Index (HSDI)
Eine Erweiterung des Index der menschlichen Entwicklung, die Treibhausgas-Emissionen berücksichtigt.
Index der nachhaltigen wirtschaftlichen Wohlfahrt (INWW)
Der Index des nachhaltigen wirtschaftlichen Wohlstands (englisch Index of Sustainable Economic Welfare, ISEW) ist ein Vorläuferindex des GPI.
Kaufkraftparitäten-Kurse
Die Umrechnung nationaler Bruttoinlandsprodukte auf Grundlage nominaler Wechselkurse ist bei manchen Fragestellungen irreführend. Ein anderes Maß stellt der Kaufkraftparitäten-Kurs (englisch Purchasing Power Parity, PPP) dar. Der Big-Mac-Index ist ein Wechselkurs, der auf dem Kaufpreis eines Big Mac der weltweit tätigen Schnellrestaurantkette McDonald’s basiert. Dieses Maß eignet sich besser als Vergleich, da Big Macs nicht international gehandelt werden. Preise für Big Macs enthalten Informationen über Preise für nicht (international) handelbare Güter. Die durchschnittlichen Preise (für nicht handelbare Güter) sind in armen Ländern typischerweise niedriger als Preise in entwickelten Volkswirtschaften. Ein offizieller Wechselkurs basiert vorwiegend auf Preisen (international) handelbarer Güter und überschätzt damit das Preisniveau in armen Ländern.
W3-Indikatoren
Die W3-Indikatoren sind ein Ensemble von Indikatoren für Wohlstand und Fortschritt, die potenziell aussagekräftigere Wohlstands- und Fortschrittsindikatoren darstellen sollen.